# Bothriocera boliviensis
Bothriocera boliviensis är en insektsart som beskrevs av Caldwell 1943. Bothriocera boliviensis ingår i släktet Bothriocera och familjen kilstritar. Inga underarter finns listade i Catalogue of Life.